# Substància medicinal
La Substància medicinal és tota matèria, qualsevol que sigui el seu origen -humà, animal, vegetal, químic o d'un altre tipus- a la que se li atribueix una activitat apropiada per a constituir un medicament.
Se sol utilitzar com a sinònim principi actiu, diferenciant-se així d'excipient i dels dissolvents emprats en la fabricació d'ambdós.
Es contraposa a nom comercial, ja que el principi actiu té una denominació que és de domini públic.